# Mapania rhynchocarpa
Mapania rhynchocarpa là loài thực vật có hoa trong họ Cói. Loài này được Lorougnon & Raynal mô tả khoa học đầu tiên năm 1968.